# 엘레네 게데바니슈빌리
엘레네 게데바니슈빌리(조지아어: ელენე გედევანიშვილი, 1990년 9월 1일~)는 조지아의 여자 피겨 스케이팅 선수이다. 유럽 선수권 대회에서 두 차례 동메달을 차지하였다. 게다가 2010년에 그녀가 얻은 그 동메달은 국제 빙상 연맹이 주최하는 대회에서 조지아 국적의 스케이트 선수가 처음으로 딴 메달이다. 2006년 대회, 2010년 대회 그리고 2014년 대회까지 포함하여 모두 세 번의 올림픽에 출전하였다.